# Елена Фуріасе
Елена Долорес Фуріасе Гонсалес (ісп. Elena Furiase), (9 березня 1988, Мадрид, Іспанія) — іспанська акторка.

## Телебачення
- «Чорна лагуна» (2007—2010) — Вікторія Мартінес.
- Тіні (2012)
- Міністерство часу (2016)

1. ↑  Person Profile // Internet Movie Database — 1990.
2. ↑  ČSFD — 2001.